# Изабелла дель Бальцо
Изабелла дель Бальцо (итал. Isabella del Balzo, 24 июня 1465, Минервино — 1533, Феррара) — герцогиня Андрии и Венозы, принцесса Альтамуры с 1487, жена Федериго II, короля Неаполя.
Дочь Пирро дель Бальцо, герцога Андрии, и Марии Донаты дель Бальцо-Орсини.
Родилась в замке Минервино и была единственным выжившим ребёнком из тройни. В 1483 была обручена с Франческо, младшим сыном короля Ферранте I, однако жених умер 26 октября 1486. Отец Изабеллы, принявший участие в заговоре баронов, был арестован 4 июля 1487 и позднее убит в тюрьме. Саму Изабеллу король 28 ноября 1487 выдал за своего третьего сына Федериго, передав ей владения, конфискованные у её отца и сестры.
Начавшаяся в 1494 война с французами на несколько лет разлучила супругов. В 1496 Федериго стал королём Неаполя и в 1498 Изабелла торжественно вступила в освобождённую столицу, где воссоединилась с мужем. Но уже в 1501 Федериго был отстранен от власти королём Франции Людовиком XII и собственным двоюродным дядей Фердинандом II Арагонским, поделившими Неаполитанское королевство. Королевская семья бежала на Искью, где Федериго сдался Людовику и был увезен во Францию. Старший сын и наследник, Ферранте, герцог Калабрийский, был захвачен арагонцами и отправлен в Испанию.
Изабелла ещё некоторое время оставалась на Искье, где уже находились две Джованны, вдовы королей Ферранте и Феррантино, а в следующем году к ним присоединилась Беатриса Арагонская, дочь короля Ферранте, амбициозная вдова Матьяша Хуньяди, псевдо-брак которой с Уласло II, преемником Матьяша, после восьми лет всё-таки был аннулирован папой (1501). Их компанию стали называть la Corte delie triste Regine. Затем она переехала к мужу во Францию. Федериго, хотя и получил в 1503 от короля титул графа Мэнского, но жил в почётном плену, был стеснён в средствах и постепенно распродавал манускрипты из королевской библиотеки Неаполя, которую ему удалось забрать с собой в изгнание. Он умер в Плесси-ле-Туре 9 ноября 1504.
После смерти мужа, распродав остатки богатой библиотеки, Изабелла уехала в Саббионетту к своей сестре Антонии, потом в Феррару к Альфонсо I д’Эсте, сыну своей родственницы, Элеоноры Арагонской. В последующие годы умерли её младшие сыновья Альфонсо и Чезаре. В 1526 была вынуждена просить у папы Климента VII финансовой помощи для себя и дочерей.
Дети:
- Ферранте, герцог Калабрийский (1488—1550)
- Джулия (1492—1542). Муж (с 29.04.1533): Джованни Джорджо Палеолого, маркиз Монферратский (умер на следующий день после бракосочетания)
- Альфонсо (ок. 1499—1515)
- Чезаре (ок. 1500—1520)
- Изабелла (ок. 1500—1552). Переехала к брату в Валенсию, где и умерла